# Pleioceras orientale
Pleioceras orientale är en oleanderväxtart som beskrevs av K. Vollesen. Pleioceras orientale ingår i släktet Pleioceras och familjen oleanderväxter. Inga underarter finns listade i Catalogue of Life.